# William Gordon (officier)
Pour les articles homonymes, voir Gordon et William Gordon (homonymie).
William Gordon (1736 - 25 mai 1816), de Fyvie, est un général et courtisan britannique. Il est plusieurs fois élu au Parlement sous le patronage du duc de Marlborough et provoque une querelle de famille avec son neveu, le duc de Gordon, en réquisitionnant un régiment que ce dernier levait.

## Carrière militaire
Il est le fils de William Gordon (2e comte d'Aberdeen) et de sa troisième épouse, Anne Gordon. Formé à l'Université d'Édimbourg, il est cornette dans le 11e régiment de dragons en 1756. Le 11 août 1759, il est nommé capitaine dans le 16e régiment de dragons. Nommé lieutenant-colonel du 105e régiment de fantassins (Royal Regiment of Highlanders de Queen's Own) le 11 octobre 1762, il reçoit un demi-traitement lorsque son régiment est dissous en 1763.
Lors de son Grand Tour d'Europe, il passe par Rome où il est peint par Pompeo Batoni en 1765- 1766, vêtu de l'uniforme du 105e mais avec son tartan arrangé comme une toge.
En 1767, Gordon est élu député de Woodstock sous le patronage de son ami le duc de Marlborough. Il est réélu en 1768 et en 1774, Marlborough le place à Heytesbury. Au Parlement, Gordon soutient le gouvernement, même si sa présence est irrégulière. En 1775, Marlborough obtient pour lui un poste de valet de la chambre à coucher du roi George III, qu'il sert jusqu'en 1812. Gordon est réélu pour Heytesbury lors de l'élection partielle qui suit.
En 1777, Gordon s'engage dans une querelle de famille avec son neveu, Alexander Gordon (4e duc de Gordon). Le duc avait proposé de créer un nouveau régiment pour le roi, dans le but de confier le poste de colonel à son frère, William Gordon. George III fait cependant objection à la nomination de William, qui s'est déshonoré en se séparant de Sarah Lennox puis en l'abandonnant. Gordon de Fyvie saisit l’opportunité d’écrire à George Germain pour lui demander conseil, en l’assurant du soutien de son neveu. Il est breveté colonel le 29 août 1777 et nommé colonel du régiment le 19 décembre. Cependant, le duc découvre que Gordon de Fyvie a déjà choisi les officiers du régiment et leur a écrit avant même de savoir s'il obtiendrait le commandement; et les nominations, pense-t-il, ont été arrangés de manière à menacer son influence électorale dans l'Aberdeenshire. En fin de compte, le duc persuade le roi de créer un régiment Fencible sous son commandement personnel, mais la campagne de recrutement qui suit a créé une brèche permanente entre la branche de la famille du duc et celle de Fyvie, notamment son frère Sandy.
Gordon reste un partisan fidèle du gouvernement lorsqu'il n'est pas absent avec son régiment. Au cours des Gordon Riots de 1780, provoquées par son neveu, George Gordon (alors aussi député), Gordon de Fyvie lui demande s'il a l'intention d'admettre la foule à la Chambre des communes et menace de le frapper avec son épée s'il le faisait. Marlborough ne l'a pas proposé à Heytesbury lors de l'élection de 1780 et Gordon ne tente pas de se présenter dans l'Aberdeenshire.
Il est promu major général le 19 octobre 1781. Son régiment est démantelé en 1783 et il est de nouveau à demi-solde. Il est nommé colonel commandant du 4e bataillon du 60e régiment d'infanterie le 3 octobre 1787 du 7e régiment d'infanterie (Royal Fuzileers) le 29 octobre 1788 et du 71e Régiment (Highland) de pied le 19 avril 1789. Il est promu lieutenant général le 12 octobre 1793 et général le 1er janvier 1798. Il est nommé colonel du Fusiliers royaux écossais le 6 août 1803, qu'il commande jusqu'à sa mort.
Il vit à Martins Heron House à Winkfield dans le Berkshire. Il épouse sa gouvernante Isobel Black, par qui il a déjà eu un fils, William Gordon (décédé le 9 janvier 1847).